# Gran Premio de Túnez
El Gran Premio de Túnez fue una carrera de automovilismo celebrada en las décadas de 1920 y 1930 en Túnez, capital de la colonia africana del protectorado francés del mismo nombre.
La primera carrera se celebró el 3 de junio de 1928, cuando el piloto argelino Marcel Lehoux ganó la carrera de 200 millas en un Bugatti T35C por un amplio margen sobre Marcel Joly y Guy Cloitre en un campo compuesto principalmente por Bugatti y Amilcar. En noviembre del año siguiente, el italiano Gastone Brilli-Peri ganó con un Alfa Romeo P2 después de los abandonos anticipados de sus compañeros de equipo Achille Varzi y Baconin Borzacchini.
Después de un año en hiato, la carrera regresó en 1931 en un circuito de carretera triangular entre las ciudades entonces separadas de Túnez y Cartago. La carrera inaugural de la temporada 1931 fue mucho más seria en su inicio, con 11 Grandes Premios europeos y 16 automóviles de 1,5 litros corriendo, habiendo desaparecido los autos más pequeños propulsados por motocicletas. Achille Varzi en un Bugatti T51 ganó en el debut del nuevo auto y en la primera carrera de Varzi en un Bugatti, por delante de Luigi Fagioli en un Maserati 26M de fábrica y Marcel Lehoux. Varzi ganó al año siguiente contra Lehoux y Philippe Étancelin (Alfa Romeo). En 1933, los Alfa Romeo arrasaron con Bugatti y los inscritos en la Scuderia Ferrari de Tazio Nuvolari y Baconin Borzacchini por delante del Maserati de Goffredo Zehender.
La carrera de 1934 fue cancelada y cuando regresó en 1935, Varzi estaba de regreso con su nuevo equipo, Auto Union. El único coche alemán en la grilla dominó la carrera y el A Type de Varzi terminó cuatro minutos por delante del Bugatti T59 de Jean-Pierre Wimille y dos vueltas por delante del Maserati 6C de Philippe Etancelin. El creciente dominio de los coches alemanes y el estatus reducido de las carreras fuera del campeonato europeo hicieron que las inscripciones cayeran en 1936, con sólo once coches participando. Varzi sufrió un grave accidente en un día complicado para el equipo, que vio otro de sus C Type destruido por el fuego. Rudolf Caracciola ganó con su Mercedes-Benz W25 por delante del Alfa Romeo 8C de Carlo Pintacuda y Jean-Pierre Wimille (Bugatti T59).
En 1937, el Gran Premio se convirtió en un evento de autos deportivos que se llevó a cabo en tres eliminatorias y fue ganado por Raymond Sommer en un Talbot T-150C por delante de una flota Delahaye 135 liderada por René Dreyfus y Laury Schell.
La carrera no se volvió a celebrar hasta 1955, nuevamente como una carrera de autos deportivos con una pequeña entrada de 14 autos en un parque público como el circuito de Belvedere. En la carrera, celebrada en tres eliminatorias, un par de Ferrari 750 Monza se llevaron a casa los trofeos con Luigi Piotti y Luigi Bordonaro al volante y el resto de las posiciones ocupadas por coches de 2.0 litros.
De 2000 a 2008, se organizó un evento de reactivación histórica en Belvedere nuevamente.
En 1943 se celebró otro evento llamado Gran Premio de Túnez. Este evento muy informal fue organizado por soldados aliados después de la caída de Túnez. Para desmentir las afirmaciones alemanas de que no habían dejado nada utilizable en Túnez, el personal aliado utilizó vehículos abandonados por los alemanes para organizar una carrera de automóviles alrededor de un aeródromo. El oficial australiano Jack Bartle ganó la carrera al volante de un Citroën.

## Ganadores
| Año        | Piloto              | Constructor   | Circuito      | Resultados    |
| ---------- | ------------------- | ------------- | ------------- | ------------- |
| 1928       | Marcel Lehoux       | Bugatti       | Bardo         | Resultados    |
| 1929       | Gastone Brilli-Peri | Alfa Romeo    | Bardo         | Resultados    |
| 1930       | No se disputó       | No se disputó | No se disputó | No se disputó |
| 1931       | Achille Varzi       | Bugatti       | Carthage      | Resultados    |
| 1932       | Achille Varzi       | Bugatti       | Carthage      | Resultados    |
| 1933       | Tazio Nuvolari      | Alfa Romeo    | Carthage      | Resultados    |
| 1934       | No se disputó       | No se disputó | No se disputó | No se disputó |
| 1935       | Achille Varzi       | Auto Union    | Carthage      | Resultados    |
| 1936       | Rudolf Caracciola   | Mercedes-Benz | Carthage      | Resultados    |
| 1937       | Raymond Sommer      | Talbot        | Carthage      | Resultados    |
| 1938- 1954 | No se disputó       | No se disputó | No se disputó | No se disputó |
| 1955       | Luigi Piotti        | Ferrari       | Belvedere     | Resultados    |
| Fuente:    |                     |               |               |               |